# Luis Llosa
Luis Llosa Urquidi (Lima, 18 aprile 1951) è un regista peruviano.

## Biografia
Cugino dello scrittore Mario Vargas Llosa, nel 1988 dirige il suo primo lungometraggio dal titolo Crime Zone.
Nel 1994 per Lo specialista si ispira liberamente ai romanzi di John Shirley The Specialist. Nel 1997 nella categoria peggior regista,  si aggiudica una nomina ai Razzie Awards per Anaconda.
Nel 2005 dirige La fiesta del chivo, un riadattamento del romanzo La festa del caprone di Mario Vargas Llosa.

## Filmografia
- Crime Zone (1988)
- One Shot One Kill - A colpo sicuro (Sniper) (1993)
- Fiamme sull'Amazzonia (1993)
- 800 leghe sul rio degli amazzoni (1993)
- Lo specialista (The Specialist) (1994)
- Anaconda (1997)
- La fiesta del chivo (2005)

## Telenovelas
- Carmin (Carmín) (1985-1986)
- Claudia, cuore senza amore (Velo negro, velo blanco) (1991)